# Masaki Miyasaka
Masaki Miyasaka (宮阪 政樹 Miyasaka Masaki?), född 15 juli 1989 i Tokyo prefektur, är en japansk fotbollsspelare.
Miyasaka började sin karriär 2012 i Montedio Yamagata. Han spelade 123 ligamatcher för klubben. 2016 flyttade han till Matsumoto Yamaga FC. 2018 blev han utlånad till Oita Trinita. Han gick tillbaka till Matsumoto Yamaga FC 2019. 2020 flyttade han till Thespakusatsu Gunma.